# Esculpir el tiempo
Esculpir el tiempo o Esculpir en el tiempo es un libro del cineasta ruso Andréi Tarkovski. En él expone su visión del arte y del cine en términos tanto personales como teóricos, haciendo un recorrido por todas sus películas y deteniéndose también en el uso de los elementos del lenguaje cinematográfico (por ejemplo, el sonido o el uso de la cámara).
Se publicó por primera vez en 1985 en Alemania Occidental, en una traducción del manuscrito original ruso, con el título de Die versiegelte Zeit. Gedanken zur Kunst, Ästhetik und Poetik des Films (El tiempo esculpido: Reflexiones sobre el arte, la estética y la poética del cine). Por su fecha de publicación, no incluía comentarios sobre El sacrificio, pero Tarkovski los alcanzó a redactar antes de morir y aparecieron en la segunda edición, de 1988. Existe un par de ediciones en español:
- Esculpir en el tiempo. Reflexiones sobre el cine. Rialp, Madrid, 1991.
- Esculpir el tiempo. Centro Universitario de Estudios Cinematográficos, Universidad Nacional Autónoma de México, México, 1993. Segunda edición: 2005; tercera edición: 2009.

- Datos: Q1279432